# Blockhaus Nikolskoe

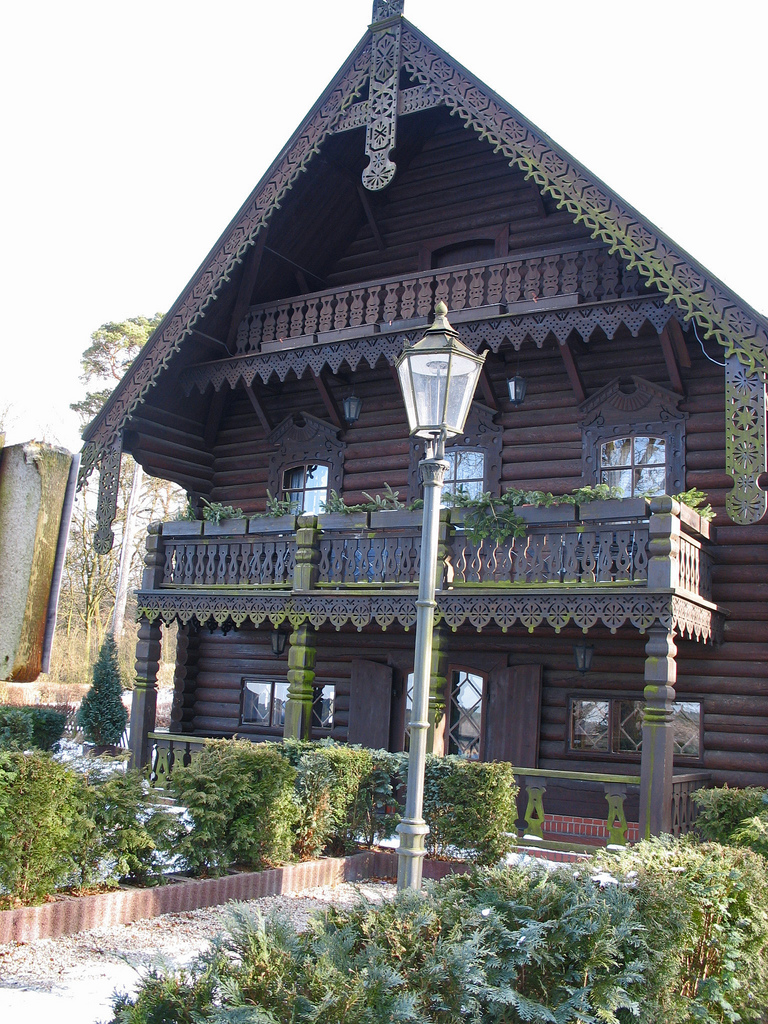
Blockhaus Nikolskoe

Das Blockhaus Nikolskoe (ältere Schreibung: Nikolskoë; auch Russisches Haus genannt) ist ein Baudenkmal im Berliner Ortsteil Wannsee und wird als Gaststätte genutzt. Es wurde 1819 von König Friedrich Wilhelm III. anlässlich des Besuchs seiner Tochter Charlotte und ihres Mannes Nikolaus (des späteren russischen Zaren) im Stil eines russischen Bauernhauses errichtet. Bei einem Brand 1984 beschädigt, wurde es anschließend originalgetreu wieder aufgebaut.
Im Jahr 1837 wurde ganz in der Nähe die russisch inspirierte Kirche St. Peter und Paul auf Nikolskoe errichtet.

## Vorgeschichte und Herkunft des Namens
Die Geschichte des Russischen Hauses ist eng mit der preußisch-russischen Waffenbrüderschaft gegen Napoleon und der Freundschaft Alexanders I. mit König Friedrich Wilhelm III. verbunden. Es ist dem Bruder von Alexander I. und Schwiegersohn von Friedrich Wilhelm III., dem Großfürsten und späteren Zaren Nikolaus I. gewidmet. Der Name Nikolskoe kommt vom russischen Wort Никольское/Nikolskoje, wörtlich ‚das Nikolai Gehörende‘, wobei das dazugehörende sächliche Substantiv im russischen Sprachgebrauch zur Vereinfachung weggelassen wird.  Da der Name heute meist ohne Trema geschrieben wird, werden die beiden aufeinanderfolgenden Vokale ‚o‘ und ‚e‘ im örtlichen Sprachgebrauch vielfach als ein Umlaut angesehen und ‚Nikolskö‘ ausgesprochen.
Friedrich Wilhelms älteste Tochter Charlotte hatte Nikolaus während der Siegesfeiern der Alliierten über Napoleon 1814 und 1815 in Berlin kennengelernt. Auf Wunsch von Friedrich Wilhelm III. und Alexander I. fand am 13. Juli 1817 in Russland die Hochzeit statt.
Friedrich Wilhelm III. besuchte 1818 seine Tochter anlässlich der Geburt seines ersten Enkelkindes, des späteren Alexander II., in Pawlowsk, wo sie sich den Sommer über aufhielt. Den Park der Sommerresidenz und die nähere Umgebung hatte die Zarinmutter Maria Fjodorowna mit typischen Bauten Westeuropas dekorieren lassen. Nach dem Sieg im Vaterländischen Krieg gegen Napoleon war russischer Patriotismus geradezu eine Modeerscheinung geworden und so entwickelte Maria Fjodorowna nun die Idee, sich auch ein typisches russisches Dorf im Park errichten zu lassen (nach ihrem Tod im Jahr 1828 wurde das Projekt eines ganzen Dorfes im „russischen Stil“ allerdings nicht mehr weiter verfolgt). Für die Umsetzung des Vorhabens hatte der Lieblingsarchitekt der Zarenmutter Carlo Rossi Pläne für die Umgestaltung des Dorfes Glasowo in ein „russisches Dorf“ entworfen. Diese enthielten auch einen neuen Typ „russischen“ Landhauses. 
Glaubt man einer späteren Überlieferung, so soll dieses Russische Haus vor allem Charlotte sehr gut gefallen haben und sie zeigte es (oder zumindest die Pläne davon) ihrem Vater Friedrich Wilhelm III. bei dessen Besuch.

## Die Errichtung und Namensgebung von Nikolskoe

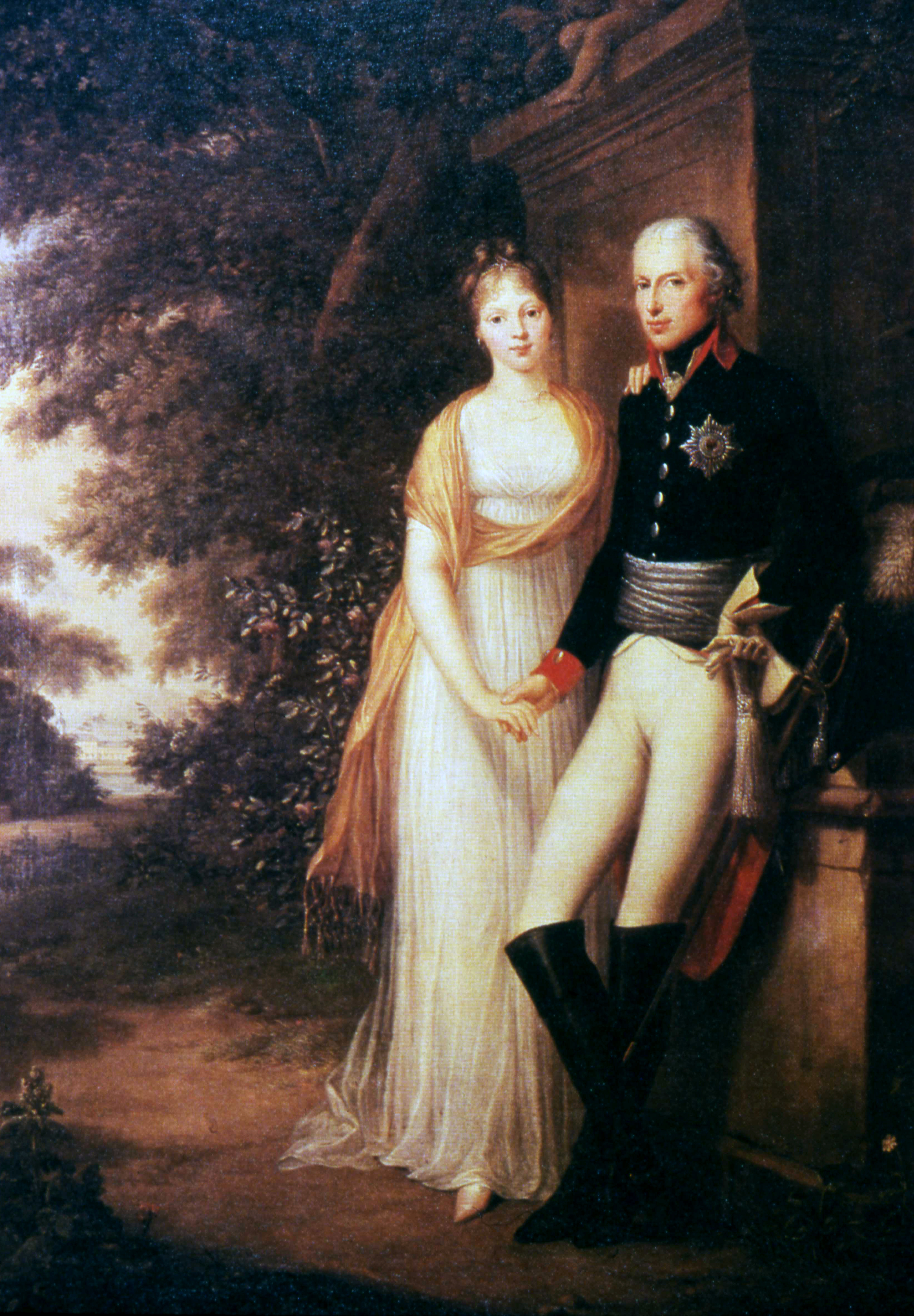
Das Königspaar Friedrich Wilhelm III. und Luise von Preußen

Einen Plan Rossis für den Baustil Glasowos hatte Friedrich Wilhelm III. mit nach Berlin genommen, um ein solches Haus auch in Preußen, nahe der Pfaueninsel zwischen Berlin und Potsdam, „zur Verschönerung der Landschaft“ errichten zu lassen. Die Insel war ein Lieblingsort seiner verstorbenen Frau Luise und beherbergte seinen privaten Tierpark, der nach seinem Tod im Jahr 1840 den Grundbestand für die Anlegung des Berliner Zoos bildete. Neben der „Verschönerung der Landschaft“ aber gab es auch sachliche Gründe für die Errichtung einer festen Unterkunft. Zum einen machte die Insellage des Schloss- und Gartengebietes, das bei der königlichen Familie – und zu öffentlichen Besuchstagen jeweils dienstags und donnerstags auch bei der Berliner und Potsdamer Bevölkerung – äußerst beliebt war, einen regulären Fährbetrieb nötig. Zum anderen hatte der britische Prinzregent Georg IV. Friedrich Wilhelm III. bei dessen Besuch in England 1814 im Anschluss an die Siegesfeiern der Alliierten in Paris eine kleine Fregatte als Erinnerung an die Waffenbrüderschaft geschenkt. Diese Fregatte traf am Ende des Jahres 1814 in Potsdam ein und wurde bei der Pfaueninsel stationiert. 1828 bereits außer Dienst gestellt und 1830 morsch traf am 18. Juli 1832 ein neues Schiff ein, die etwas größere Fregatte Royal Louise, die nun in einem Bootshaus an der Pfaueninsel untergebracht wurde und weitere Anlegestellen in Babelsberg und vor Schloss Glienicke hatte. Sie diente noch während des gesamten 19. Jahrhunderts den Lustfahrten der königlichen Familie. 
Nachdem der Bauplatz auf der Anhöhe gegenüber der Pfaueninsel in den Königlichen Forsten festgelegt war, wurde das Haus 1819–1820 durch die Garde-Pionier-Abteilung unter Leitung des Capitain Adolf Snethlage (1788–1856) nach dem Plan Carlo Rossis und nach russischer Bauart aus runden Holzstämmen errichtet. Es wurde um eine Etage aufgestockt: Im Erdgeschoss sollte es den Matrosen als Wohnung dienen, im oberen Geschoss aber ließ sich Friedrich Wilhelm III. eine Teestube und für einen Aufseher eine kleine Wohnung einrichten. 
Am 19. Juni 1820 bestimmte er seinen Kutscher Iwan Bockow zum Aufseher. Das Dienstverhältnis zwischen Iwan Bockow als „Kastellan“ von Nikolskoe und dem Hofmarschallamt begann am 1. Juli 1820. Ansprechpartner für Bockow war der Hofgärtner Ferdinand Fintelmann. Im August 1820 bezogen die Matrosen Johann und Christian Schult und Peter Bot, die den Fährverkehr nach der Pfaueninsel führen sollten, die für sie vorgesehene Wohnung.
Am 24. Oktober 1820 besuchte das Großfürstenpaar Charlotte/Alexandra und Nikolaus Berlin und Potsdam und stolz zeigte Friedrich Wilhelm III. ihnen zum ersten Mal das Blockhaus. Möglich ist, dass die Namensgebung „Nikolskoe“ (vom russischen Никольское Nikol'skoje – „Nikolaus eigen“) auf diesen Besuch zurückgeht, die Bezeichnung „russisches Haus“ aber blieb eine populäre Bezeichnung, die sich vor allem in älteren Reisebeschreibungen findet. 
Ab 1820 sind häufige Besuche Friedrich Wilhelms III. zum „Thee“ in Nikolskoe in seinem Tagebuch vermerkt. Als Bildmotiv findet es sich in touristischen Beschreibungen ebenso wieder wie im Auftragsbuch Friedrich Wilhelms III. für die Königliche Porzellan-Manufaktur (KPM) von Berlin.

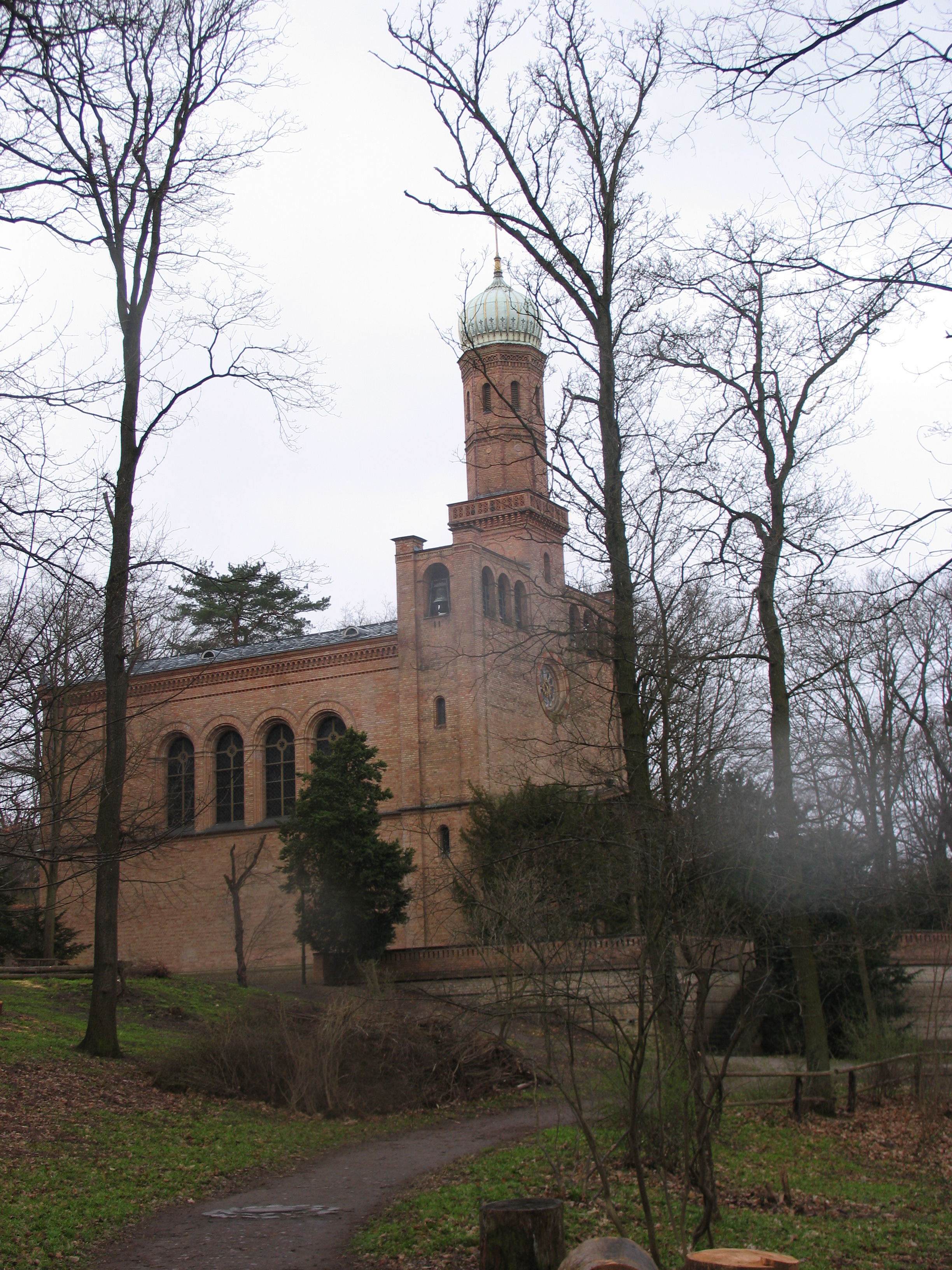
Kirche St. Peter und Paul auf Nikolskoe

Nahe dem Blockhaus wurde am 13. August 1837 noch eine mit „russischen“ Elementen verzierte evangelische Kirche eingeweiht, gewidmet Peter und Paul und nach Plänen errichtet, auf die sein kunstsinniger Sohn, der spätere Friedrich Wilhelm IV., maßgeblich Einfluss nahm. 
Laut Tagebuch des Königs besuchte Friedrich Wilhelm III. am 13. Oktober 1839 zum letzten Mal die „Kirche in Nikolskoe“ und nahm anschließend das „déjeuner“ in Nikolskoe. Er starb am 7. Juni 1840.
Nach seinem Tod verwaiste die königliche Teestube – keiner seiner Nachfolger hatte eine ähnlich tiefe emotionale Verbundenheit zur russischen Kultur wie er. In den Wirren der revolutionären Unruhen 1848 gewährte der Aufseher der Teestube dem aus Berlin nach England fliehenden Prinzen Wilhelm (späteren König und Kaiser Wilhelm I.) Unterschlupf, doch als Teestube nutzte auch dieser Hohenzoller das Haus nicht. 1902 ließ Kaiser Wilhelm II. das königliche Geschirr des Teezimmers in die Silberkammer des Potsdamer Stadtschlosses bringen und daher ist immerhin das Inventar der Teestube bekannt: Eine kupferne Kasserolle und Teekanne, verschiedene Kannen und ein Sahnetopf, 24 Paar Tassen, zwölf Suppenteller, sechs Speiseteller aus weißem Porzellan mit Darstellungen russischer Fuhrwerke, Butterteller aus weißem Porzellan, Wasserkaraffen und -gläser wurden aus dem Blockhaus entfernt. Damit endete die besondere Stellung von Nikolskoe als königliches Teehaus. Ein Pachtsystem löste die Zuständigkeit des Hofmarschallamtes ab. Nach der Abdankung des Kaisers wurde das Blockhaus Staatseigentum.

## Iwan Bockow (Aufseher des Teehauses)
Iwan Bockow wurde am 22. Oktober 1777 zu Ignatowskoe (Gouvernement Kostroma, Bezirk Nerechta) als Sohn eines Fuhrmanns geboren. Aus dem Dienst als Leibkutscher Zar Alexanders I. wechselte er am 1. August 1808 in den Dienst König Friedrich Wilhelms III. und nahm als dessen Leibkutscher an den Befreiungskriegen 1813–1815 teil: Friedrich Wilhelm III. und seine Familie waren nach der Niederlage der preußischen Armee bei Jena und Auerstedt gegen Napoleon 1806 nach Ostpreußen geflohen und besuchten von dort aus den Zaren.
Für seine Verdienste wurde er nach dem Sieg Preußens und Russlands über Napoleon mit der preußischen Gedenkmünze von 1813 ausgezeichnet. Erstmals erwähnt wird er in einer Notiz vom Sonntag, 30. April 1815, des damals vierzehnjährigen Prinzen Karl: „Dann schenkte mir der russische Kutscher Iwann zwei Ostereier, da russische Ostern ist.“
Bockow heiratete am 27. Oktober 1817 Friederike Schulz(e), geboren am 30. März 1794 in Potsdam, Tochter des Chaussee-Einnehmers Schulze. Sein erster, noch unehelicher, Sohn war Iwan August Phillipp, geboren am 25. August 1817, am 3. September 1817 getauft auf die Namen August Guwilampi Philipp. Als Eltern sind Guwilampi Philipp Iwan Bockoff, königlicher Leib-Kutscher, und Friederike Wilhelmine Schulz im Kirchenbuch eingetragen. Ein zweiter Sohn des „königlichen Leibkutschers Ivann Bockoff“, Friedrich Alexander, wurde am 11. Mai 1819 in Potsdam geboren und am 31. Mai ebendort getauft. Unter den Taufzeugen befanden sich der Feldwebel im 1. Garde-Regiment zu Fuß und russische Sänger Iwan Wawiloff.
Im Mai 1820 bewarb sich Bockow um die Stelle des Aufsehers für das Blockhaus Nikolskoe. Zu den Pflichten Bockows, die am 5. Oktober 1820 schriftlich festgelegt wurden, gehörten die Aufsicht und Pflege des Holzhauses, die sofortige Anzeige von Schäden, die Einhaltung von Reinlichkeit und Ordnung, die Aufsicht über das tadellose Benehmen der Matrosen und die Aufsicht über das Königliche Inventarium. Der Ausschank von Erfrischungen an ein Publikum war ausdrücklich untersagt und auch die königlichen Räume durften nicht anders als durch den König oder mit dessen Zustimmung genutzt werden. Außerdem aber war Bockow weiterhin als Leibkutscher verpflichtet, sodass er wöchentlich das Kutschieren zu üben und sich, wie es jedem königlichen Bediensteten anstünde, eines rechtschaffenen Lebens zu befleißigen habe. Sein Gehalt als Aufseher des Blockhauses wurde aus der Hofmarschall-Amtskasse bestritten und stieg im Laufe der Jahre auf stattliche 250 Taler jährlichen Gesamteinkommens. Das Hofmarschall-Amt trug auch die Kosten der Livree für Bockow.
Bockows privates Glück wurde durch seine neue Stellung befördert und höchste Ehren wurden ihm nun zuteil: Als Bockows am 15. Dezember 1825 eine Tochter bekamen, die sie am 25. Dezember 1825 in der Hof- und Garnisonkirche Potsdam auf die Namen Charlotte Alexandra Luise taufen ließen, beweisen ihre im Kirchenbuch eingetragenen Taufzeugen das hohe Ansehen, dass Bockow inzwischen bei der königlichen Familie genoss: Unter anderem sind dort aufgeführt „Ihre kaiserliche Hoheit die Großfürstin Alexandra“ und „Ihre königliche Hoheit die Prinzessin Alexandrine“. „Ihre kaiserliche Hoheit die Großfürstin“ nahm an der Taufe allerdings nicht teil: Am 1. Dezember 1825 war Zar Alexander I. gestorben, die Thronfolge des kinderlos verstorbenen Zaren warf überraschenderweise Fragen auf, da der als Thronfolger vorgesehene Bruder Konstantin wegen bürgerlicher Heirat für die Zarennachfolge ausschied, wurde Großfürst Nikolaus neuer Zar und seine preußische Ehefrau Charlotte/Alexandra Zarin.
Entgegen den schriftlichen Anweisungen betrieb Bockow spätestens ab Mitte der 1820er Jahre eine ungeregelte Gastwirtschaft, die durch das Hofmarschall-Amt allerdings geduldet wurde. Zu den öffentlichen Besuchstagen der Pfaueninsel, dienstags und donnerstags, erfreute sich die Gastwirtschaft in Nikolskoe sehr schnell großer Beliebtheit. Schon 1825 wird in einer Reisebeschreibung Johann Gottfried Schadows von der „moskowitischen Hütte“ und dem „schlaufreundlichen ausländischen Wirt“ berichtet, 1827 berichtet ein baltischer Graf von der Gaststätte, von der er fälschlicherweise annimmt, sie sei „für den Kutscher der seligen Königin Luise“ errichtet worden.
Doch eben aufgrund der Gastwirtschaft erstattete der Matrose Christian Schulz 1829 Anzeige, denn Schwärme von Gästen würden die Gegend erheblich verunreinigen und die königlichen Räume als Tanzsalons missbrauchen. Zu seiner Überraschung stellte sich Hofgärtner Fintelmann schützend vor Bockow. Der Hofgärtner versicherte dem Hofmarschallamt, sich zukünftig besser um die Einhaltung der Regeln und um die Ordnung zu kümmern und gab zu Protokoll, dass sicher nicht Bockow, sondern das „nicht immer gesittete[n] Publikum […], dessen Andrang häufig groß sei“ den Versuch gemacht haben könnte, die königlichen Räume zu missbrauchen. Bockow hingegen sei ihm als ordnungsliebend bekannt und respektiere seines Königs Eigentum viel zu sehr, als dass er solche Übertretungen hätte durchgehen lassen. Allerdings gab Fintelmann zu, dass Bockow auf dem Klavier spiele und das Publikum tanze. Aufgrund dieser Zusicherungen gab der König am 22. Dezember 1831 dem Hofmarschall-Amt Anweisung, nicht etwa Iwan Bockow, sondern den Unruhe stiftenden Christian Schulz aus dem Blockhaus zu entfernen.
Aufmerksam geworden auf die Zustände beim Blockhaus kontrollierte nun allerdings auch das Rent-Polizei-Amt Potsdam den Ort und protokolliert in der Tat das Vorhandensein einer unberechtigten Schankwirtschaft. Pflichtgemäß verhängte es über Iwan Bockow wegen des fehlenden Gewerbescheins eine Strafe von 16 Talern – doch das Hofmarschall-Amt war auf höhere Weisung hin immer noch gnädig gegenüber Bockow eingestellt und veranlasste die Niederschlagung der Strafe.
Bockows erster Sohn, Iwan August Phillipp, starb am 13. März 1836 an Lungenentzündung. Seine Todesanzeige im Potsdamschen Wochenblatt nennt ihn den „Sohn d. Königl. Castellans auf Nikolskoe“, Iwan Bockow selbst wurde 1849 im Adressbuch der Stadt Potsdam als „Bockow, Iwan, kgl. Hoflakai Neuen Markt 10 ehm. Leibvorreiter, Gastw. auf Nikolskoe“ geführt, gleichzeitig aber steht er im „Adress-Kalender der Königlichen und staatlichen Behörden…“ 1846–1849 erstmals in der Rubrik „Kastellane“ als „Herr Iwan Bockow, Aufseher auf Nikolskoe bei Potsdam“. Bis zu seinem Tod wurde er fortan im „Allgemeinen Wohnungsanzeiger für Potsdam und Umgebungen“ in der 1. Abteilung „Hofstaat“ bzw. „Kastellane“ als „Aufseher von Nikolskoi“ geführt.
Seit den 1840er Jahren hatte sich Bockows Gastwirtschaft auf Nikolskoe als Ausflugslokal offenbar etabliert. In den Reiseführern der Zeit wird sie als Sehenswürdigkeit und Ausflugslokal gepriesen. Die Reihe Illustrierte Wegweiser des Herausgebers Theodor Grieben zählt die Gastwirtschaft im Jahr 1858 uneingeschränkt zu den anerkannten Erholungsplätzen der Gegend. 1860 wird sie im Neuesten Führer durch Berlin, Potsdam und Umgebungen schlicht und längst selbstverständlich beschrieben: „Der Pfaueninsel gegenüber liegt Nikolskoe, ein russisches Blockhaus mit Restauration.“
Bockows Ehefrau starb am 26. Juli 1848. Iwan erfreute sich offenbar bis zum Schluss der besonderen Anerkennung seiner vorgesetzten Dienstherren, denn zum Krönungsfest des 18. Januar 1856 wurde ihm das Allgemeine Ehrenzeichen verliehen.
Am 22. Dezember 1857 starb Iwan Bockow an Altersschwäche. Der russische Gesandtschaftsprediger in Berlin, Wassili Polissadoff, der wie Iwan aus Ignatowskoe stammte, reichte ihm das letzte Abendmahl. Eine letzte herausragende Ehrung wurde ihm möglicherweise zuteil, da er einer nicht beweisbaren Behauptung zufolge im Beisein seiner kleinen Familie und eines „in Berlin ansässigen russischen Sängers“ am 26. Dezember 1857 bei der Alexander-Newski-Gedächtniskirche in Potsdam, zu deren Weihe er 1829 eingeladen und deren Gemeindemitglied er seitdem war, beigesetzt wurde. Ein Grab Bockows ist allerdings nicht zu finden: Der Kirchhof bei der russischen Kapelle hat zwar zwei zerstörte Gräber ohne Grabplatten, doch die Kirchenbücher sind verschollen.
Das Vermögen Iwan Bockows, das er bei seinem Tode hinterließ, wurde seitens der Königlichen Regierung mit 10.000 Talern angegeben und kam gemäß dem Testament Bockows seinen Kindern zugute, wobei Friedrich Alexander nur den Pflichtteil, die unverheiratete Tochter Alexandrine den Nießbrauch des Hauptteils erhalten sollte. Sie gab allerdings das Vermögen gegenüber dem Kreisgericht Potsdam später mit lediglich 200 Talern an.
Diese Tochter Alexandrine, in verschiedenen Berichten über die Gastwirtschaft ihres Vaters auch „die schöne Alexandrine“ genannt, schenkte drei unehelich empfangenen Kindern das Leben, von denen nur der 1840 geborenen Sohn Friedrich August Alexander das Kindesalter überlebte. Sie wohnte nach dem Tode ihres Vaters ohne eigenes Auskommen zunächst weiter in der väterlichen Wohnung auf Nikolskoe, bis sie am 3. Februar 1858 förmlich aufgefordert wurde, die Wohnung zu räumen, wohnte danach bei ihrem Bruder und der Großtante Schulz im Haus Neuer Markt Nr. 10, da der kurz vor seinem Tode gestellte Antrag Iwan Bockows vom 7. November 1857, die Tochter mit einer Wohnung auf Nikolskoe und einer kleinen Pension abzusichern, abschlägig beschieden wurde. Auch seiner „letzten Bitte“, seinem Sohn die Aufseherstelle in Nikolskoe zu geben, damit die Tochter dort wohnen bleiben könnte, wurde nicht entsprochen, da der Sohn als Königlicher Hoflakai angestellt war und dort mehr verdiente, als einem Aufseher zukam – nach preußischem Rechtsverständnis aber hätte er Anrecht auf dieselbe Gehaltshöhe gehabt.
Im Jahr 1862 zogen Alexandrine und ihr Sohn, der zunächst als Handlungsdiener, dann als Eisenbahnbeamter arbeitete, in die Hohenwegstraße 6 in Potsdam. Danach verliert sich ihre Spur.
Die Wohnung Bockows auf Nikolskoe verblieb bis mindestens 1881 in ihrem Originalzustand, nur „versuchsweise“ und „ausnahmsweise“ wurden Nachfolger Bockows mit der Aufseherstelle auf Nikolskoe betraut und ihnen unter Auflagen gewährt, weiterhin Kaffee und Bier auszuschenken. Ein Bericht des Hofbaumeisters Haeberlin an den Oberhofbaurat Ludwig Persius aus jener Zeit schildert den äußerst bescheidenen Originalzustand der Stube, Küche und Kammer mit rohen Decken und Wänden, kleinen, nicht zu öffnenden Fenstern mit Klapptüren, einem finsteren Kochloch mit offener Feuerung usw. Die Wohnung, so Haeberlin, entspreche „auch nicht den bescheidensten Ansprüchen einer jetzigen Haushaltung in bezug auf Zuführung von Luft und Licht.“